# Thorectes nepalensis
Thorectes nepalensis es una especie de coleóptero de la familia Geotrupidae.

## Distribución geográfica
Habita en Nepal.